# قائمة الميزات التي تمت إزالتها في ويندوز 11
يعدُّ ويندوز 11 إصدارًا رئيسيًّا لنظام التشغيل ويندوز إن تي، وهو نظام تشغيل يلي ويندوز 10. تشمل هذهِ القائمة الميزات التي نشأت في الإصدارات السابقة من نُظم مايكروسوفت ويندوز حتى ويندوز 10، ثُمَّ لم تعد موجودةً في ويندوز 11.

## التطبيقات المُضمنة

### لم تعد مُتوفرة
- إنترنت إكسبلورر: لم تقم مايكروسوفت بتضمين المُتصفح داخل نظام التشغيل نهائيًّا على الإطلاق، على الرغم من أنها ستشمل المتصفح كجزء من «وضع إنترنت إكسبلورر» الموجود داخل مُتصفح مايكروسوفت إيدج.[1][2]
- مايكروسوفت باي: أعلنت الشركة أنَّها أزالت التطبيق نهائيًّا في نظام التشغيل.[3]

### لم تعد مُثبتة افتراضيًّا
- لم تعد التطبيقات التالية مُضمنة افتراضيًّا في نظام التشغيل، لكن يُمكن تحميلها عبر مايكروسوفت ستور: مايكروسوفت ون نوت، بينت ثري دي، عارض مايكروسوفت ثلاثي الأبعاد [الإنجليزية].[4]
- لن يتم تثبيت سكايب افتراضيًّا،[4][5] ولكن يتم تثبيت مايكروسوفت تيمز بدلًا منهُ.[5]
- تطبيق كورتانا: لم يعد موجودًا افتراضيًّا، ولم تعد أيقونتهُ موجودةً في شريط المهام ولكن يُمكن تثبيته من خلال مايكروسوفت ستور.[3][5]

## ويندوز شِل
لم تعد المزايا التالية مدعومةً في ويندوز شل:
- مِيزة العرض الزمني في عرض المهام [الإنجليزية].[3]

### شريط المهام
- إمكانيَّة تحريك شريط المهام إلى أعلى أو يسار أو يمين الشاشة.[6]
- خيارات قائمة شريط المهام: كانت الإصدارات السابقة من نظام مايكروسوفت ويندوز تحتوي على قائمة شريط مهام شاملة، ولكن أُزيلت بالكامل تقريبًا في النظام، لا تزال هذه الميزة متاحة، ولكن تم نقلها إلى تطبيق الإعدادات.[7]
- لم تعد أيقونة الأشخاص [الإنجليزية] موجودةً في شريط المهام الخاصة بنظام التشغيل.[4]
- مِيزة القدرة على سحب الملفات وإفلاتها في تطبيقات شريط المهام.[6] اُسترجعت هذهِ المِيزة في فبراير 2022.[8]
- دعم إظهار أسماء النوافذ على شريط المهام، اُسترجعت في مايو 2023؛ حيثُ تم دمج الخيار مع أيقونات النوافذ المنفصلة.[9]
- دعم إظهار رمز واحد لكل نافذة تطبيق على شريط المهام، اُسترجعت في مايو 2023؛ حيثُ تم دمج الخيار مع ميِزة إظهار الأسماء.[9]

### قائمة البدء
- تمَّت إزالة إمكانيَّة إخفاء قسم «المُوصى به» في قائمة بدء ويندوز 11،[10] ولا يُمكن إزالة القسم نهائيًّا، ولكن يُمكن إخفاء كافة العناصر الموجودة في القسم من قائمة «ابدأ» في نظام التشغيل؛ وذلك من خلال الإعدادات.[11]

## الإعدادات
في ويندوز 11 لا يُمكن تكوين محفوظات الملفات [الإنجليزية] إلَّا باستخدام تطبيق لوحة التَّحكم القديم.

## البُنية
يأتي نظام التشغيل مدعومًا على المُعالجات ذات معماريَّة إكس86-64 وآرم64 [الإنجليزية] فقط، كما أنَّ النظام لم يعد مدعومًا على معماريتيِّ أي إيه-32 وآرم في 7 ‏. فقد قررت مايكروسوفت التخلي تمامًا عن دعم معالجات 32 بت، نظرًا لأنها لا تتمتع بنفس الأداء مثل نظيراتها من معماريَّة 64 بت.

## الهوامش

### المُلاحظات
1. ↑  على الرُغم من توفر النظام في إصدار 64 بت فقط، إلَّا أنَّهُ يدعم ويتوافق مع تطبيقات 32 بت في الواقع، لأنَّ النظام مُخصص لمعالجات 64 بت، ولا علاقة له بتطبيقات معماريَّة 32 بت.[13]